# Karl Joseph Simrock
Karl Joseph Simrock, (18. august 1802 i Bonn – 18. juli 1876) var en tysk digter, oversætter og germanist.
Simrock studerede jura og germanistik i Bonn og fortsatte sine sproglige studier i Berlin, især under Lachmann. 1826 blev han sagfører ved kammerretten. Hans første større litterære arbejde var en metrisk oversættelse af Nibelungenlied (1827, 58. oplag 1906), der vakte opsigt og stor udbredelse, da publikum blev grebet af interesse for det tyske nationaldigt. Senere fulgte Hartmann von Aues Der arme Heinrich (1830, 2. oplag 1875).
Da Simrock havde forherliget Julirevolutionen i digtet Drei Farben, blev han afskediget af Statstjenesten, hvorefter han flyttede til Bonn (1832), hvor han habiliterede sig som docent og 1850 blev professor i tysk sprog og litteratur. I nogen tid forinden levede han på sit gods Menzenberg. Den oversættervirksomhed, han udfoldede, var meget omfattende. Han udgav: Walther von der Vogelweides digte (2 bind, 1833), Wolfram von Eschenbachs Parcival und Titurel (1842), Reineke Fuchs (1845), Die Edda (1851), Heliand (1856), Beowulf (1859), Freidanks Bescheidenheit (1867), Sebastian Brants Narrenschiff (1872) og Spees Truznachtigall (1876).
Hans oversættelsers nøjagtighed og formfuldhed lader adskilligt tilbage at ønske, men læseverdenen har ikke af den grund nægtet dem sit bifald. Endvidere har Simrock udgivet (sammen med Echtermeyer og Henschel) Quellen des Shakespeare in Novellen, Märchen und Sagen og Volksbücher. Fremdeles kan nævnes hans sagasamlinger Heldenbuch (6 bind, 1843—46) og Das kleine Heldenbuch. Han oversatte nogle af Shakespeares dramaer og hans digte, samt Tegnérs Frithiofs saga. Hans egne originale digte findes i Rheinsagen aus dem Munde des Volkes und deutscher Dichter. Særskilt udkom Bertha die Spinnerin og Legenden.
Endnu må nævnes hans Handbuch der deutschen Mythologie, Das malerische und romantische Rheinland og navnlig hans righoldige, men lidet kritiske Die deutschen Sprichwörter, Deutsches Kinderbuch, Die geschichtlichen deutschen Sagen, Die deutschen Volkslieder og Das deutsche Rätselbuch. Af hans Gedichte (1844) er An den Rhein, an den Rhein, zieht nicht an den Rhein og Es war einmal ein König, ein König war's am Rhein blevne meget yndede. Ausgewählte Werke blev udgivet af Gotthold Klee (12 bind, Leipzig 1907).